# Pico Tetari

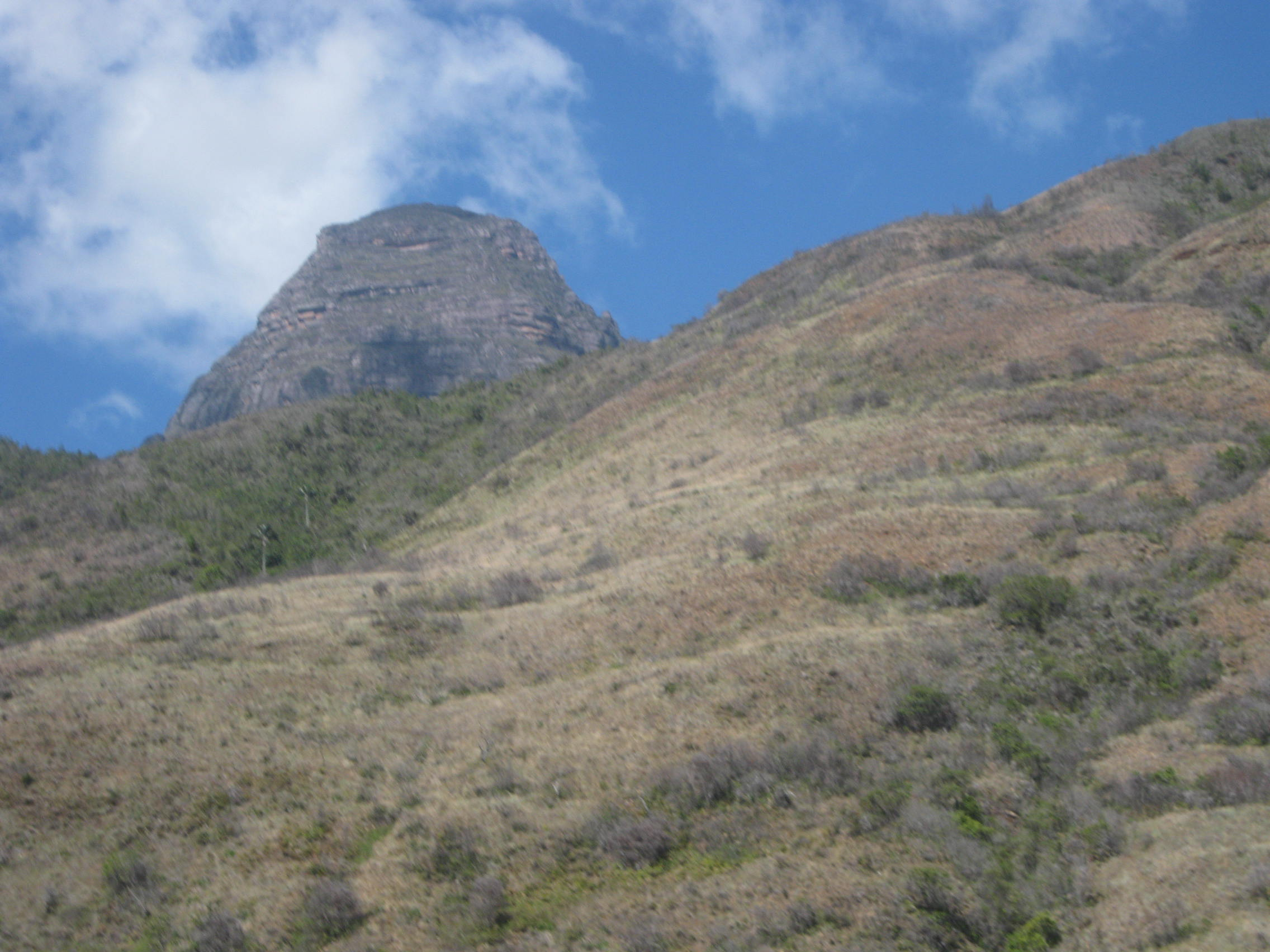
Pico Tetari

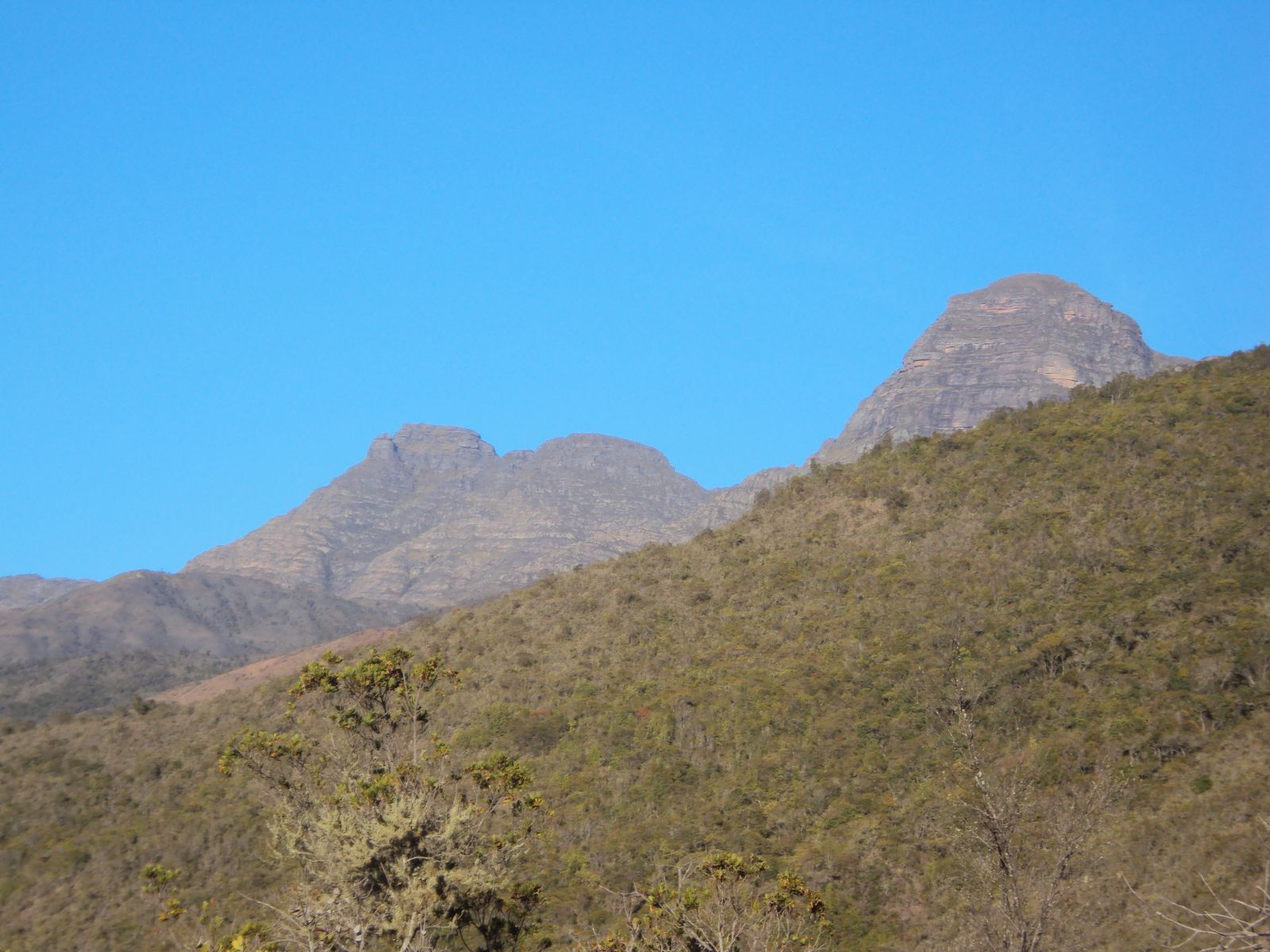
"Tres tetas"

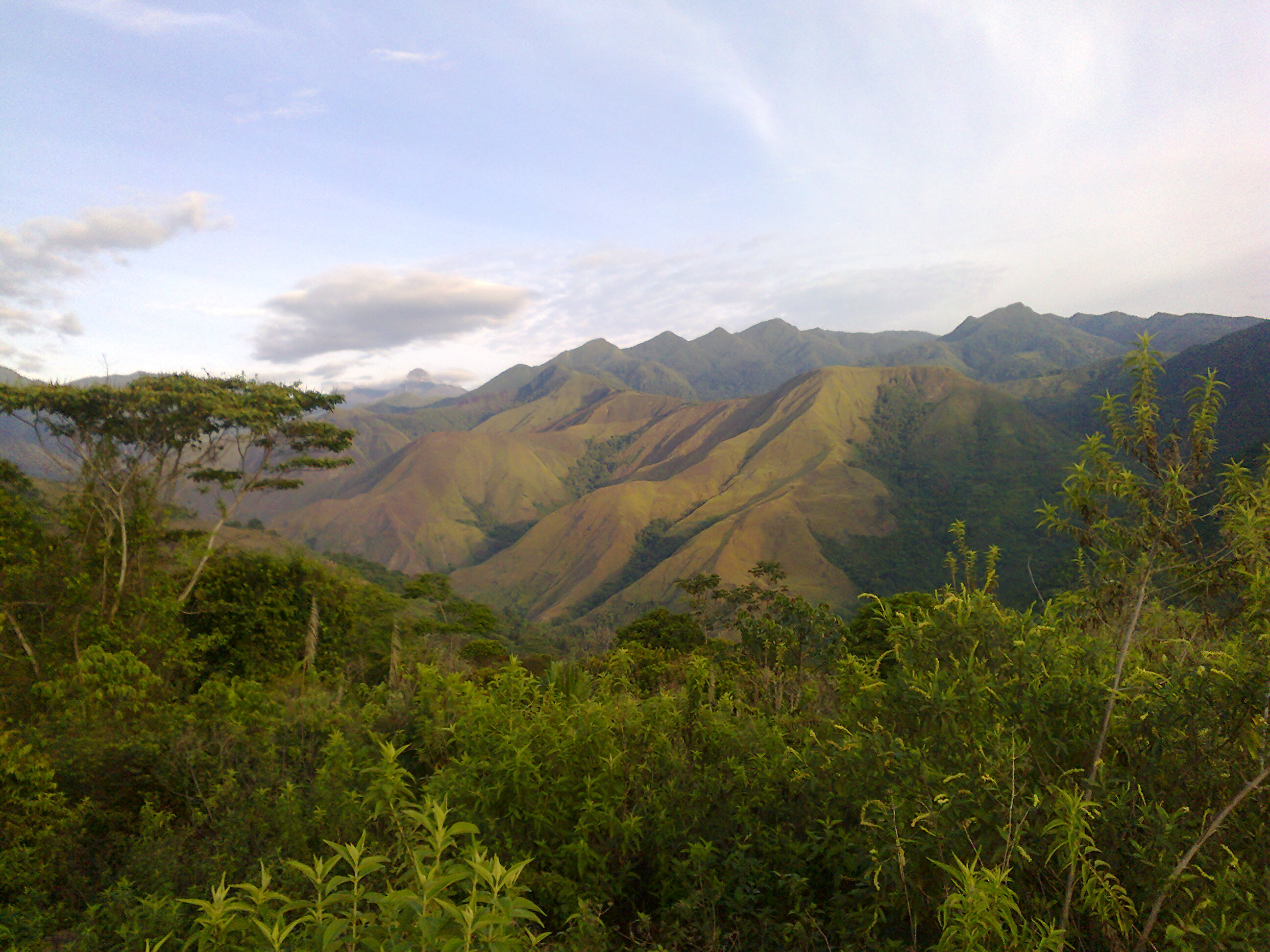
Vista desde Ayapaina

Nombre en el dialecto yukpa que recibe el punto más alto del Estado Zulia. El Tütari (nombre que se la da a los picos o simas de las montañas en el idioma Yukpa) está ubicado al este de Machiques de Perijá en la zona froteriza colombo-venezolana del Parque nacional Sierra de Perijá, con una altura "aproximada" de 3650 m s. n. m. Es el hábitat de especies como el Cóndor de los andes, Oso frontino, Puma y otras especies.
La vegetación es tipo Sabana/Páramo y su temperatura más fría puede alcanzar de 5 a 7 grados en las noche.
Los impetuosos picos pueden ser observado desde Machiques en cielo despejado y con más cercanía desde la comunidad yukpa Ayapaina.
- Datos: Q25407437